# Mina (Saoedi-Arabië)
Mina is een woestijnplaats op ongeveer 5 kilometer van Mekka. Mina is vooral bekend van de rituele steniging van de duivel door de bedevaartgangers, deze daad van aanbidding heet de Jamrah. 
Tijdens de Hadj verblijven de bedevaartgangers enkele dagen in Mina. Voor deze jaarlijks terugkerende gelegenheid zijn er tenten beschikbaar.

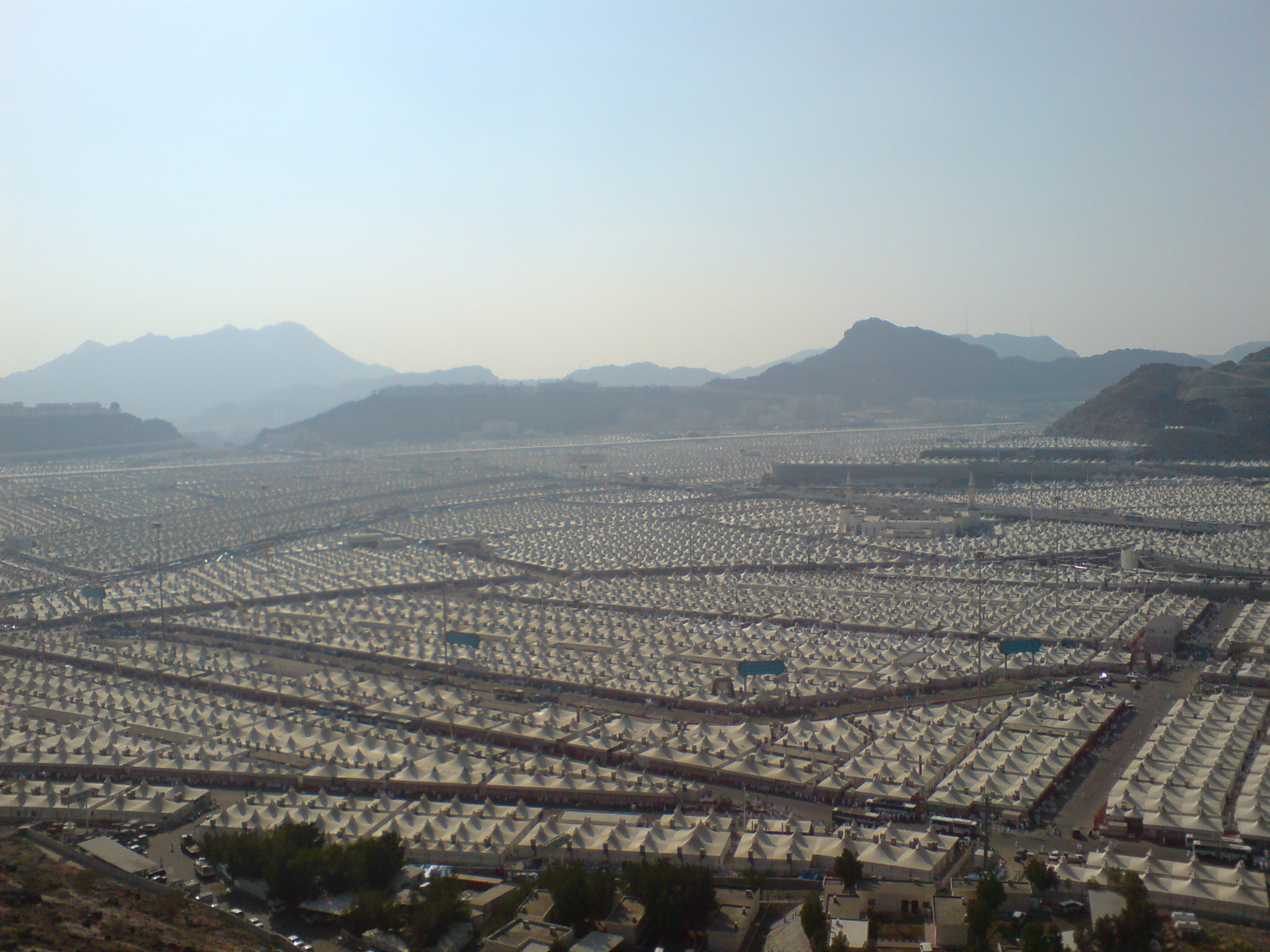
Tentenkamp bij Mina